# So Early in the Spring
So Early in the Spring è un album dei Pentangle, pubblicato dalla Plane Records nell'agosto del 1989. Il disco fu registrato al Raezor Studios di Londra, Inghilterra. In alcune pubblicazioni il brano 8 reca il titolo Gaea (la maggior parte delle volte) in altre Gaia.

## Tracce
1. So Early in the Spring – 5:40 (Brano tradizionale, arrangiamento Pentangle)
2. The Blacksmith – 3:25 (Brano tradizionale, arrangiamento Pentangle)
3. Reynardine – 4:21 (Brano tradizionale, arrangiamento Pentangle)
4. Eminstra – 3:57 (Bert Jansch, Gerry Conway, Jacqui McShee, Nigel Portman-Smith, Rod Clements)
5. Lucky Black Cat – 3:20 (Bert Jansch, Gerry Conway, Jacqui McShee, Nigel Portman-Smith, Rod Clements)
6. Bramble Briar – 5:54 (Brano tradizionale, arrangiamento Pentangle)
7. Lassie Gathering Nuts – 5:02 (Brano tradizionale, arrangiamento Pentangle)
8. Gaia – 4:46 (Bert Jansch, Gerry Conway, Jacqui McShee, Nigel Portman-Smith, Rod Clements)
9. The Baron of Brackley – 7:43 (Brano tradizionale, arrangiamento Pentangle)

Edizione CD del 1990, pubblicato dalla Green Linnet Records (GLCD 3048)
1. Eminstra – 3:57 (B. Jansch, G. Conway, J. McShee, N. Portman-Smith, R. Clements)
2. So Early in the Spring – 5:40 (Brano tradizionale, arrangiamento Pentangle)
3. The Blacksmith – 3:25 (Brano tradizionale, arrangiamento Pentangle)
4. Reynardine – 4:21 (Brano tradizionale, arrangiamento Pentangle)
5. Lucky Black Cat – 3:20 (B. Jansch, G. Conway, J. McShee, N. Portman-Smith, R. Clements)
6. Bramble Briar – 5:54 (Brano tradizionale, arrangiamento Pentangle)
7. Lassie Gathering Nuts – 5:02 (Brano tradizionale, arrangiamento Pentangle)
8. Gaea – 4:46 (B. Jansch, G. Conway, J. McShee, N. Portman-Smith, R. Clements)
9. The Baron of Brackley – 7:53 (Brano tradizionale, arrangiamento Pentangle)

## Musicisti
- Bert Jansch - voce, chitarra
- Jacqui McShee - voce
- Nigel Portman-Smith - tastiere, basso
- Rod Clements - chitarra elettrica, mandolino
- Gerry Conway - batteria, percussioni

Musicista aggiunto
- Tony Roberts - flauto, whistle